# Cuento de iniciación
Un cuento de iniciación  no es un relato que cuenta, un dado rito de iniciación, y que se concentra en la resolución de un conflicto. Los ritos de iniciación son los ritos que se corresponden con cambios de posición social, ingreso a determinados grupos sociales, cambios de lugar, cambios de estado o ingreso a una determinada etapa evolutiva.
Por lo general los ritos comprenden diversas pruebas o experiencias, mediante las cuales el iniciado al superarlas adquiere un determinado conocimiento o comprensión y renace a una realidad nueva. La comprensión adquirida modifica la naturaleza del iniciado.
La denominación está relacionada con las pruebas de iniciación que se observan en numerosas culturas ancestrales, pruebas por las que jóvenes o adolescentes deben pasar para ser reconocidos como una persona adulta. En las culturas primitivas estas pruebas muchas veces comprenden la caza de un animal.
Se destacan los cuentos de iniciación escritos por Tolkien y C.S. Lewis, los cuales fueron analizados por el crítico literario ruso Propp, en su libro "Morfología del cuento popular ruso".